# Embraer Phenom 300
Embraer Phenom 300 (tovarniška oznaka EMB-505) je lahko dvomotorno reaktivno poslovno letalo brazilskega izdelovalca Embraer. Lahko prevaža 8-9 potnikov do 3650 kilometrov daleč. Prodajna cena je okrog $ 8,14 milijonov (2010).
FAA certifikacijo je dobil 14. decembra 2009. Prva dobava je bil 29. decembra 2009. . Na potovalni višini 45 000 čevljev (13 700 m) je kabina presurizirana na 6 600 čevljev (2000 m). Phenom 300 je eno izmed najbolj prodajanih poslovnih letal, leta 2013 je Embraer dobavil 60 letal.

## Tehnične specifikacije
- Posadka: 1 ali 2
- Kapaciteta: 6 potnikov, največ 9
- Dolžina: 15,9 m (52 ft 2 in)
- Razpon kril: 16,2 m (53 ft 2 in)
- Višina: 5 m (16 ft 5 in)
- Maks. vzletna teža: 7 951 kg (17 529 lb)
- Motorji: 2 × Pratt & Whitney Canada PW535E turbofani, potisk 14,2 kN (3 200 lbf) vsak

- Maks. hitrost: 834 km/h (518 mph; 450 kn)
- Dolet: 3 650 km (2 268 mi; 1 971 nmi) z IFR rezervami in 6 potniki
- Višina leta (servisna): 13 716 m (45 000 ft)

- Avionika: Embraer "Prodigy" Flight Deck 300 (bazirana na Garmin G1000)